# Пісфул-Вілледж (Міссурі)
Пісфул-Вілледж (англ. Peaceful Village) — селище (англ. village) в США, в окрузі Джефферсон штату Міссурі. Населення — 95 осіб (2020).

## Географія
Пісфул-Вілледж розташований за координатами 38°28′4″ пн. ш. 90°32′34″ зх. д. / 38.46778° пн. ш. 90.54278° зх. д. (38.467653, -90.542713).  За даними Бюро перепису населення США в 2010 році селище мало площу 0,44 км², уся площа — суходіл.

## Демографія
Згідно з переписом 2010 року, у селищі мешкало 9 осіб у 4 домогосподарствах у складі 3 родин. Густота населення становила 20 осіб/км².  Було 4 помешкання (9/км²).
Расовий склад населення:
| - 100,0 % — білих |

До двох чи більше рас належало 0,0 %. Частка іспаномовних становила 0,0 % від усіх жителів.
За віковим діапазоном населення розподілялося таким чином: 0,0 % — особи молодші 18 років, 66,7 % — особи у віці 18—64 років, 33,3 % — особи у віці 65 років та старші. Медіана віку мешканця становила 44,5 року. На 100 осіб жіночої статі у селищі припадало 50,0 чоловіків;  на 100 жінок у віці від 18 років та старших — 50,0 чоловіків також старших 18 років.
Цивільне працевлаштоване населення становило 5 осіб. Основні галузі зайнятості: оптова торгівля — 40,0 %, фінанси, страхування та нерухомість — 40,0 %, будівництво — 20,0 %.